# Andrea Colamedici
Andrea Colamedici (Roma, 12 gennaio 1987) è un saggista e editore italiano attivo soprattutto nell'ambito della divulgazione culturale. È docente di Prompt Thinking presso l'Istituto Europeo di Design di Roma e la 24Ore Business School.

## Biografia
Su Vanity Fair conduce la rubrica settimanale «Prendila con Filosofia».
Esperto di filosofia dell'Intelligenza Artificiale, ha tenuto una conferenza per il TEDX Roma sulle conseguenze etiche di strumenti di Intelligenza Artificiale come ChatGPT nel 2023 e una per il TEDX Barletta nel 2022 sul rapporto tra arte e AI.
È il direttore filosofico del Festival del Pensare Contemporaneo di Piacenza e del Carnevale di Putignano; è l'ideatore della Festa della Filosofia presso la Triennale di Milano e di Prendiamola con Filosofia, maratona di divulgazione culturale nata su sollecitazione del Ministero della Salute.
È autore di vari podcast, tra cui Meno per meno - il podcast, con Niccolò Fabi e Maura Gancitano, Pensare Europeo, in collaborazione con il Parlamento Europeo, e Scuola di Filosofie, raccolta di monografie sulla storia della filosofia del Novecento, prodotto da Audible.
Nel 2014, insieme alla moglie Maura Gancitano, fonda la casa editrice Tlon.
All'inizio del 2025 pubblica il saggio Ipnocrazia. Trump, Musk e la nuova architettura della realtà, creato attraverso un processo di co-scrittura filosofica con sistemi di intelligenza artificiale, sotto lo pseudonimo di Jianwei Xun, personaggio inesistente che secondo l'autore rappresenta un "collettivo di intelligenze umane e artificiale". L'operazione ha suscitato sia perplessità sul piano deontologico che interesse internazionale.

## Opere
- Tu non sei Dio. Fenomenologia della spiritualità contemporanea. Roma, Tlon, 2016, ISBN 978-88-9968-40-99
- Lezioni di Meraviglia, Milano, Mursia, 2017, ISBN 978-88-9968-44-88
- Il codice del mito, Roma, Tlon, 2019, ISBN 978-88-42-55-79-51
- La società della Performance, Roma, Tlon, 2019, ISBN 978-88-9968-45-01
- Liberati della brava bambina. Otto storie per fiorire, Milano, Harper Collins, 2019, ISBN 978-88-6905-39-55
- Con Miguel Benasayag, La responsabilità della rivolta, Roma, Tlon, 2021, ISBN 978-88-31-49-83-26
- Prendila con Filosofia, Milano, Harper Collins, 2021, ISBN 978-88-6905-83-63
- L'alba dei nuovi dei, Milano, Mondadori, 2021, ISBN 978-88-0474-25-93
- Il gioco del pensiero, Bologna, Zanichelli, 2022, ISBN 978-88-0832-02-23
- Ma chi me lo fa fare? Come il lavoro ci ha illuso: la fine dell'incantesimo, Milano, Harper Collins, 2023, ISBN 978-88-3059-21-55
- L'algoritmo di Babele. Storie e miti dell'intelligenza artificiale, Milano, Solferino, 2024, ISBN 978-88-282-1581-3

## Podcast
- Pensare Europeo, (dal 2022), 1 stagione, in collaborazione con il Parlamento Europeo. In ogni episodio dialoga con europarlamentari e attivisti sulle basi di un'Educazione Europea.
- La Filosofia di Harry Potter (dal 2020), 1 stagione, 7 episodi, prodotto dalla piattaforma Audible.
- Scuola di Filosofie, (dal 2019), 2 stagioni, 36 episodi, prodotto dalla piattaforma Audible. In ogni episodio racconta con Andrea Colamedici la storia di un filosofo o di una filosofa del Novecento.
- Audible Club, (dal 2019), 2 stagioni, 40 episodi, prodotto dalla piattaforma Audible. In ogni episodio racconta un classico della letteratura dell'Ottocento e del Novecento.